# Mustelus mosis
Mustelus mosis är en hajart som beskrevs av Wilhelm Hemprich och Ehrenberg 1899. Mustelus mosis ingår i släktet Mustelus och familjen hundhajar. IUCN kategoriserar arten globalt som otillräckligt studerad. Inga underarter finns listade i Catalogue of Life.